# Geleitzug PQ 18
PQ 18 war die Bezeichnung eines alliierten Nordmeergeleitzuges, der im September 1942 Nachschub für die Rote Armee von Island und Schottland nach Archangelsk durch das Nordmeer transportierte. Als Folge der schweren Verluste, die das Vorgängergeleit erlitten hatte, war PQ 18 durch zahlreiche Kriegsschiffe schwer gesichert und wurde als erster Nordmeergeleitzug von einem Flugzeugträger begleitet. Sowohl der Geleitzug selbst als auch die Angreifer erlitten erhebliche Verluste. PQ 18 war der letzte alliierte Geleitzug mit einer „PQ“-Kennung.

## Planung und Zusammensetzung

### Planungen
Nach dem Geleitzug PQ 17, der im Juli 1942 wegen der möglichen Bedrohung durch deutsche Überwasserschiffe voreilig aufgelöst worden war und in der Folge schwere Verluste erlitt, trat bei der Aufstellung von Geleitzügen durch das Nordmeer zunächst eine Pause ein.
Zwar war die britische Flotte durch neue Schlachtschiffe verstärkt worden, aber ein erheblicher Teil der britischen Kriegsschiffe wurde ab August 1942 für die Operation Pedestal abkommandiert und stand nicht zur Verfügung, um einen weiteren Nordmeergeleitzug vor einer möglichen erneuten Bedrohung durch schwere deutsche Kriegsschiffe abzusichern. Weiterhin wollte man zunächst keinen Geleitzug mehr durch das Nordmeer senden, solange der arktische Sommer mit seinem Tageslicht nahezu pausenlos deutsche Luftangriffe von Basen der Luftwaffe in Norwegen erlaubt hätte.
Admiral John Tovey, als Oberbefehlshaber der Home Fleet auch verantwortlich für die Aufstellung und Routenplanung von Geleitzügen, stand unter Druck von Premierminister Churchill, den Geleitverkehr zur verbündeten Sowjetunion wieder aufzunehmen. Tovey, weitgehend korrekt über die Zusammensetzung der deutschen Marinestreitkräfte in Norwegen informiert, entschied, dass ein großer Geleitzug mit etwa 40 Handelsschiffen die beste Lösung sei. So war es möglich, ein Maximum an Sicherungsschiffen und unterstützenden Flugzeugen und U-Booten für den Einsatz zur Verfügung zu stellen, anstatt diese Ressourcen auf viele kleine Geleitzüge zu verteilen. Die Sicherungsschiffe konnten so auch den rückkehrenden Geleitzug QP 14 decken, der in dem Moment in See stechen sollte, in dem PQ 18 sein Ziel erreichte.
Bisher hatten die leichten Sicherungsschiffe das heimkehrende Geleit immer nahe der Bäreninsel aufgenommen, so dass sie zu dem Zeitpunkt noch genug Treibstoff hatten, um die Gefahrenzone zu verlassen, bevor sie nachtanken mussten. Das war bei dem Plan für PQ 18 nicht mehr möglich, deshalb musste bei Spitzbergen ein Punkt zum Auftanken eingerichtet werden.

### Aufstellung und Zusammensetzung des Geleits

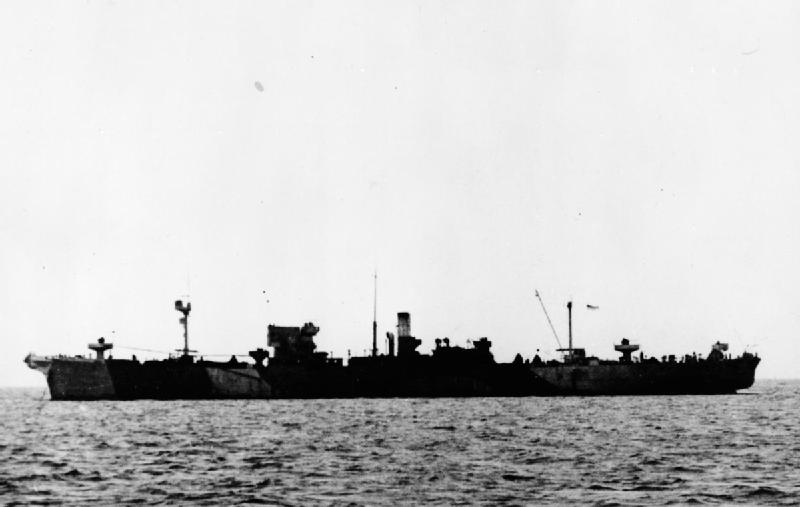
Frachter Empire Baffin

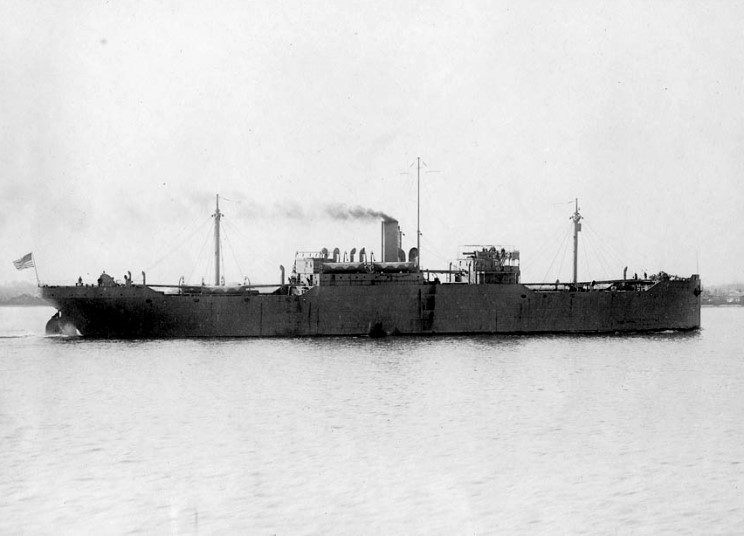
Frachter Mary Luckenbach

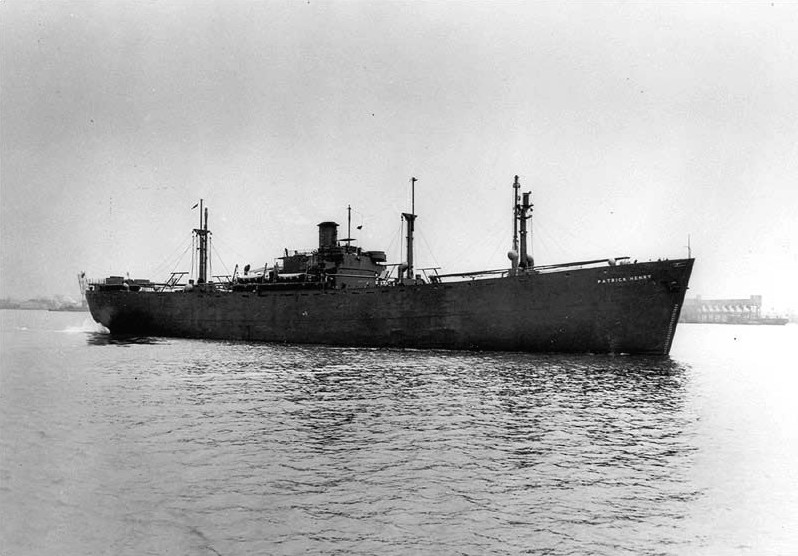
Frachter Patrick Henry

Das Geleit sollte 40 Handelsschiffe unter dem Kommando von Kommodore E. K. Boddam-Whetham (Konteradmiral d.R.) beinhalten, dazu zwei Flottentanker, einen regulären Tanker und ein Rettungsschiff.
Der US-amerikanische Frachter Beauregard musste wegen Maschinenproblemen umkehren, so dass noch 39 Handelsschiffe verblieben:
| - Africander, panamaisch, 5.441 BRT - Andre Marti, sowjetisch, 2.352 BRT * - Atheltemplar, britisch, 8.892 BRT - Black Ranger (3.417 BRT), Tanker - Campfire, amerikanisch, 5.671 BRT - Charles R. McCormick, amerikanisch, 6.027 BRT - Copeland, britisch, 1.526 BRT, Rettungsschiff - Dan-Y-Bryn, britisch, 5.117 BRT - Empire Baffin, britisch, 6.978 BRT - Empire Beaumont, britisch, 7.044 BRT | - Empire Morn, britisch, 7.092 BRT, CAM-Schiff - Empire Snow, britisch, 6.327 BRT - Empire Stevenson, britisch, 6.209 BRT - Empire Tristram, britisch, 7.167 BRT - Esek Hopkins, amerikanisch, LS, 7.191 BRT - Exford, amerikanisch, 4.969 BRT * - Goolistan, britisch, 5.851 BRT - Gray Ranger, britisch, 3.313 BRT, Tanker - Hollywood, amerikanisch, 5.498 BRT - John Penn, amerikanisch, 7.177 BRT | - Kentucky, amerikanisch, 5.446 BRT - Komiles, sowjetisch, 3.962 BRT * - Lafayette, amerikanisch, 5.887 BRT - Macbeth, panamaisch, 4.941 BRT - Mary Luckenbach, amerikanisch, 5.049 BRT - Meanticut, amerikanisch, 6.061 BRT - Nathanael Greene, amerikanisch, LS, 7.177 BRT - Ocean Faith, britisch, 7.173 BRT - Oliver Ellsworth, amerikanisch, 7.191 BRT - Oregonian, amerikanisch, 4.862 BRT | - Patrick Henry, amerikanisch, 7.191 BRT - Petrowski, sowjetisch, 3.771 BRT * - Sahale, amerikanisch, 5.028 BRT - Schoharie, amerikanisch, 4.971 BRT - St. Olaf, amerikanisch, 7.191 BRT - Stalingrad, sowjetisch, 3.559 BRT * - Sukahona, sowjetisch, 3.124 BRT * - Tibilisi, sowjetisch, 7.169 BRT * - Temple Arch*, britisch, 5.138 BRT - Virginia Dare, amerikanisch, 7.176 BRT | - Wacosta, amerikanisch, 5.432 BRT - White Clover, panamaisch, 5.462 BRT - William Moultrie, amerikanisch, LS, 7.177 BRT |

### Unterstützungsmaßnahmen
Die Briten hatten im Vorfeld neben diversen Jagdflugzeugen weitere Luftstreitkräfte auf russische Flugbasen bei Murmansk und Archangelsk verlegen wollen. Sie bestanden aus neun Catalina-Flugbooten des „210. Squadron“ zur Langstreckenaufklärung, vier Spitfire-Fotoaufklärern und 32 Handley-Page-Hampden-Bombern der 144. RCAF und 455. RAAF-Staffel für Einsätze gegen die deutschen Stützpunkte und Schiffe in Norwegen. Die Erlaubnis zur Überführung der Maschinen kam von sowjetischer Seite so spät, dass die Maschinen bei schlechtem Wetter von Sumburgh auf den Shetlandinseln am Abend des 4. Septembers starten und über Norwegen fliegen mussten. Der Verband mit den Hampden-Bombern erlitt dabei schwere Verluste. Sechs Maschinen ging infolge von Navigationsfehlern der Treibstoff aus, ein Flugzeug wurde irrtümlich von sowjetischen Jagdflugzeugen abgeschossen, ein weiteres von deutschen Jägern, und eine Maschine fiel am 5. September 1942 dem Flugabwehrfeuer eines deutschen Flaktrawlers nahe Vardø zum Opfer. Die Besatzung der Maschine, bestehend aus fünf Australiern, geriet in Kriegsgefangenschaft. Im Wrack des Flugzeuges fanden deutsche Truppen Unterlagen über PQ 18, die ihnen zusammen mit entschlüsselten sowjetischen Funksprüchen Hinweise auf den Zeitplan des Geleits lieferten.

## Aufstellung und Zusammensetzung der Sicherungskräfte

### Schutz der Frachter der Gruppen eins und zwei
Den direkten Schutz der Frachter, die direkt von Loch Ewe nach Archangelsk ausliefen, gewährleistete die Nahsicherung unter Commander Russell vom 7. bis zum 21. September mit den Zerstörern Malcolm, Achates und Amazon. Hinzu kamen die Flugabwehrschiffe Alynbank und Ulster Queen, die Korvetten Bergamot, Bryony, Bluebell und Camellia sowie vier bewaffnete Trawler und die Minensucher Harrier, Gleaner sowie Sharpshooter.
Die Frachter der Gruppe Reykjavík – Archangelsk, die sich mit dem Rest des Geleits aus Loch Ewe zusammenschlossen, wurden bis zum Zusammenschluss von den Zerstörern Campbell, Eskdale, Farndale, Mackay, Montrose, Echo, Walpole und fünf bewaffneten Trawlern begleitet. Die Gruppe löste sich nach der Übergabe der Frachter an das Hauptgeleit auf und drei Zerstörer schlossen sich in Akureyri auf Island der Fernsicherung mit dem schweren Verband von Vizeadmiral Bruce Fraser an.
Ungewöhnlich war die Beigabe von zwei U-Booten, die an der Oberfläche im Geleit mitfahren sollten. Die Idee war, dass ihre Entdeckung durch deutsche Aufklärer einen gegnerischen Kommandeur vom Einsatz schwerer Überwasserschiffe abschrecken sollte. Am 8. September stießen zu diesem Zweck die Boote P614 und P615 zum Geleitzug.
Der Geleitflugzeugträger Avenger mit seinen beiden Begleitzerstörern der Hunt-Klasse, Wheatland und Wilton, schloss sich dem Geleit am 9. September an und fuhr zunächst in der letzten Reihe der Handelsschiffformation mit. Seine Aufgabe bestand in erster Linie darin, mit seinen zwölf Sea-Hurricane-Mk.I-Jagdflugzeugen deutsche Aufklärungsflugzeuge abzudrängen und mit seinen drei Swordfish-Mk-II-Bombern nach U-Booten zu suchen, die sich über Wasser mit hoher Geschwindigkeit außerhalb der Sichtweite der Schiffe vor den Geleitzug zu setzen versuchten.
Eine schnelle Gruppe aus schweren Zerstörern mit der Bezeichnung „Fighting Escort“ unter Konteradmiral Robert Burnett wurde dem Verband zugeteilt. Das war eine Neuerung, die die Flugabwehr- und U-Jagd-Fähigkeiten des Geleitzuges beträchtlich verstärkte. Sie bestand aus dem Leichten Kreuzer Scylla und den 16 Zerstörern Ashanti, Eskimo, Faulknor, Fury, Impulsive, Intrepid, Marne, Martin, Meteor, Milne, Offa, Onslaught, Onslow, Opportune, Somali und Tartar. Kurz nach dem Zusammenschluss bildeten diese Schiffe einen Verteidigungsring um das Geleit und Burnett übernahm von der Scylla aus das Kommando über gesamte Operation.

### Schwere Deckungsgruppe
Die Fernsicherung für den ersten Teil der Reise oblag einem schweren Verband der Home Fleet unter Vizeadmiral Fraser mit zwei Schlachtschiffen, einem Leichten Kreuzer und sechs Zerstörern:
| - Schlachtschiff Anson - Schlachtschiff Duke of York - Leichter Kreuzer Jamaica | - Zerstörer Bramham - Zerstörer Broke - Zerstörer Campbell - Zerstörer Keppel - Zerstörer Mackay - Zerstörer Montrose |

Der Verband lief von Akureyri auf Island am 11. September und kreuzte nahe der Insel Jan Mayen, um im Fall des Auslaufens deutscher Schiffe eingreifen zu können. Nachdem der Geleitzug die Stelle passiert hatte, es kein Anzeichen von auslaufenden gegnerischen Schiffen gab und britische Abhörspezialisten in Bletchley Park den Funkspruch eines deutschen Aufklärungsflugzeuges entzifferten, der die Schlachtschiffe bei Jan Mayen meldete, sah Vizeadmiral Fraser seine Aufgabe als erfüllt an. Er hatte das Geleit gesichert und für den Rest von dessen Reise beim Gegner die Illusion einer schweren Deckungsgruppe erzeugt. So nutze er eine Schlechtwetterzone aus, um sich – von deutschen Flugzeugen unerkannt – abzusetzen und kehrte er mit seinen Schiffen am 14. nach Akureyri zurück. Seine schweren Schiffe durften nicht riskieren, in Reichweite der deutschen Kampfflugzeuge zu gelangen.

### Leichte Deckungsgruppe
Die Fernsicherung gegen mögliche Angriffe von Überwasserschiffen für den zweiten Teil der Reise oblag einer zweiten Deckungsgruppe (16th Cruiser Squadron) unter Vizeadmiral Stuart Bonham Carter. Er kommandierte drei Schwere Kreuzer und zwei Zerstörer:
| - Schwerer Kreuzer Norfolk - Schwerer Kreuzer London - Schwerer Kreuzer Suffolk | - Zerstörer Bulldog - Zerstörer Venomous. |

Seine Flotte kreuzte westlich von Spitzbergen und hatte dort die Gelegenheit genutzt, um die kleine Garnison der Alliierten bei Barentsburg mit Nachschub zu versorgen.

### Auftankgruppe
Der Schwere Kreuzer Cumberland, der Leichte Kreuzer Sheffield und die Zerstörer Eclipse, Windsor, Worcester, Cowdray und Oakley wurden bei Spitzbergen in Reserve gehalten, um dort im Bellsund einen Punkt zum Auftanken der Eskorten aus den Flottentankern Oligarch und Blue Ranger zu sichern.

### U-Bootaufklärungsgruppe
Eine Gruppe von acht alliierten U-Boote überwachte bei den Lofoten und vor der norwegischen Küste die wahrscheinlichen Anmarschrouten möglicher deutscher Kriegsschiffe:
| - Tribune (T-Klasse) - Tigris (T-Klasse) - Shakespeare (S-Klasse) - Sturgeon (S-Klasse) | - HMS Unique (U-Klasse) - HMS Unrivalled (U-Klasse) - HMS Unshaken (U-Klasse) - HNoMS Uredd (U-Klasse, Norwegen) |

### Sowjetische Kräfte
Außerdem unterstütze die sowjetische Marine PQ 18, indem sie für den letzten Teil der Reise vier Zerstörer als zusätzliche Sicherung abstellte:
- Gremjastschi
- Sokruschitelny
- Kuibyschew
- Urizki

Für die Dauer des Geleits beorderte sie zudem fünf U-Boote auf Abfangpositionen vor deutschen Stützpunkten in Nordnorwegen:
- K-1
- K-2
- K-21
- Shch-422
- M-174

## Aufstellung und Zusammensetzung der deutschen Kräfte

### Überwasserkampfgruppe
Auf deutscher Seite war man sich nach den gewonnenen Erkenntnissen darüber im Klaren, dass die Alliierten einen weiteren Geleitzug in die Sowjetunion senden würden. Der überwiegende Teil der schweren einsatzbereiten Überwasserschiffe der Kriegsmarine lag in Narvik, von wo aus sie entweder gegen die befürchtete alliierte Invasion Norwegens oder gegen Geleitzüge in Marsch gesetzt werden konnten. Mit dem Schlachtschiff Tirpitz und dem Schwerem Kreuzer Lützow, die noch immer in Reparatur waren, standen folgende Überwasserschiffe unter dem Kommando von Oskar Kummetz für Operationen gegen den Geleitzug zur Verfügung:
- Schwerer Kreuzer: Admiral Scheer und Admiral Hipper
- Leichter Kreuzer: Köln
- Zerstörer: Richard Beitzen, Friedrich Eckholdt, Z 23, Z 27, Z 29 und Z 30

Zur Vorbereitung auf den Angriff mussten die schweren Schiffe und zwei der Zerstörer am 10. September in den Altafjord verlegen, wo sie sich mit den übrigen Zerstörern vereinten. Dabei wurde das Kreuzer Admiral Scheer vom britischen U-Boot HMS Tigris erfolglos angegriffen. Da auf Admiral Scheer jedoch ernste Maschinenprobleme auftraten und die britischen Schlachtschiffe nach deutschen Informationen auf See waren, wurde das Risiko eines Einsatzes gegen PQ 18 als zu hoch eingeschätzt und Großadmiral Erich Raeder, der auf Weisung Hitlers die wertvollen Großkampfschiffe nicht verlieren durfte, brach das Unternehmen am 13. endgültig ab.

### U-Boote
Es blieb der Marine so nur die 11. U-Flottille der U-Bootwaffe unter Fregattenkapitän Hans Cohausz, die ihre Basis in Bergen hatte. Fünf ihrer U-Boote waren bereits im Rudel „Eispalast“ nahe der Bäreninsel aufgestellt. Sie eingeschlossen konnten 15 U-Boote und sieben Boote, die der Atlantikflotte zugeführt werden sollten, gegen das Geleit in Marsch gesetzt werden. Nur zwölf der U-Boote erreichten rechtzeitig das Gebiet und kamen in Reichweite, um PQ 18 oder den zurücklaufenden QP 14 angreifen zu können und wurden in drei Suchstreifen aufgestellt:
| 1. Gruppe | 2. Gruppe | 3. Gruppe |
| --------- | --------- | --------- |
| U 88      | U 377     | U 703     |
| U 403     | U 408     | U 378     |
| U 405     | U 589     | U 435     |
| –         | U 592     | U 457     |
| –         | –         | U 456     |

Sie wurden mit der Gruppe „Eispalast“ zusammengefasst.
Das deutsche „Schlüsselnetz Triton“, innerhalb dessen der Funkverkehr der deutschen U-Boote verschlüsselt war, konnte von den Briten bis zum Dezember 1942 nicht entziffert werden, so dass sie keinen Überblick über die Zahl der gegnerischen Boote hatten, die gegen PQ 18 operierten und so fälschlicherweise von etwa 30 U-Booten ausgingen.

### Luftflotte 5
Von der Luftwaffe war die Luftflotte 5 unter Generaloberst Hans-Jürgen Stumpff mit den Fliegerführern Nord (West), Nord (Ost) und Lofoten in Norwegen stationiert. Die Kampfgeschwader 30 und 26 standen für Einsätze gegen Geleitzüge zur Verfügung. Sie waren mit den Flugzeugmustern Ju 88A und He 111 H6 ausgerüstet, insgesamt 92 Torpedoträger. Die Küstenfliegergruppen 406 und 906 stellte die Masse der Aufklärungsflugzeuge vom Typ BV 138 und einige ältere Torpedobomber vom Typ He 115. Die Ju 88A konnte einen Lufttorpedo oder Bomben, die He 111 H6 zwei Lufttorpedos tragen.

## Aufklärung und Angriff

### Abfahrt
Ein Teil der Schiffe des PQ 18 lief zunächst am 2. September 1942 von Loch Ewe in Schottland nach Island aus. Nahe Island vereinigten sich die Schiffe am 8. September mit acht weiteren Handelsschiffen und Sicherungseinheiten, die am 7. September 1942 von Hvalfjörður bei Reykjavík ausgelaufen waren.

### Anmarsch
Am 2. September verlor die Avenger ihr erstes Jagdflugzeug, als eine ihrer Hurricanes bei schwerer See auf dem Weg nach Island vom Flugdeck über Bord gespült wurde.
Langstreckenaufklärungsflugzeuge, die die Route des Geleitzuges nach U-Booten absuchten, entdeckten bereits am 5. September das Boot U 456 an der Wasseroberfläche, 38 Seemeilen vor dem Geleit. Der Geleitzug schlug einen Haken, um das Boot zu umgehen; ein angesetzter Zerstörerangriff schlug fehl und U 456 konnte getaucht entkommen, da die Unterwasserortungsgeräte des angreifenden Zerstörers bei schwerer See nicht genau genug arbeiteten, um das Boot verfolgen zu können. U 456 setzte sich mit hoher Fahrt nach Norden ab und schloss sich einer der deutschen U-Boot-Gruppen an, die auf dem Kurs des Geleitzuges auf der Lauer lagen.
In der Nacht vom 5. auf den 6. trieb der Träger Avenger drei Stunden antriebslos, bis die Mechaniker einen Maschinenschaden behoben hatten.

### Entdeckung

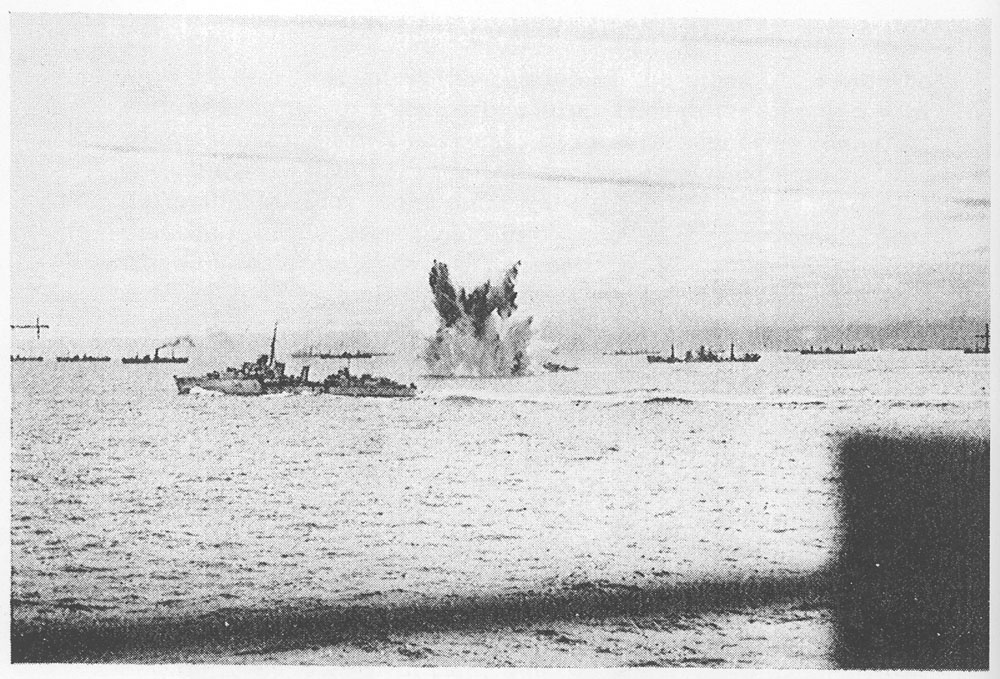
Am 14. September 1942 wird neben dem Zerstörer Wheatland eine Wasserfontäne aufgeworfen, während die Eskimo im Vordergrund zu sehen ist.

Am 8. September wurde der Geleitzug von einem deutschen Fw-200-Fernaufklärer entdeckt. Die deutschen U-Boote wurden alarmiert und versuchten, sich dem Geleit zu nähern.
Gegen Mittag am 11. September verließ Admiral Burnett mit der Scylla und fünf Zerstörern das Geleit, um bei Spitzbergen aufzutanken.
Am 12. September stellte der Zerstörer Faulknor das Boot U 88 sechs Seemeilen südlich des Geleits und versenkte es mit Wasserbomben. Die gesamte Besatzung, 46 Seeleute, kam dabei ums Leben. Das Geleit wurde nun fast durchgehend von BV-138-Fernaufklärern beschattet, die den Angriffen der Jagdflugzeuge des Trägers mehrfach durch Abtauchen in die Wolken entkamen.
Am Morgen des 13. September griffen um kurz vor 9 Uhr Ortszeit zwei U-Boote an und trafen die Frachter Oliver Ellsworth und Stalingrad mit Torpedos. Die mit Sprengstoffen beladene Stalingrad sank innerhalb von vier Minuten und die schwer beschädigte Oliver Ellsworth mit ihrer Ladung aus Munition und Flugzeugen wurde nach Abbergen der Besatzung von der HMS Harrier versenkt. Ein Seemann der Oliver Ellsworth und 21 Matrosen und Passagiere der Stalingrad kamen ums Leben.
Burnett kehrte mit dem Kreuzer Scylla am Morgen des 13. zum Geleit zurück, sichtete aber bereits deutsche Ju-88-Kampfflugzeuge.

### Hauptangriff
Ein BV-138-Seeaufklärungsflugzeug leitete Bomber und Torpedobomber der Kampfgeschwader 30 und 26 von ihren Flugfeldern Bardufoss und Banak in Norwegen zum Ziel. Um 15 Uhr am 13. September griffen Ju-88-A-4- und He-111-H6-Kampfflugzeuge den Geleitzug an. Zunächst griffen 20 Ju 88 des KG 30 mit Bomben an, erzielten keine Treffer, zogen aber sämtliche Jagdflugzeuge der Avenger auf sich, da sie hoch anflogen und vom Radar der Sicherungsschiffe frühzeitig erkannt wurden.
44 Torpedobomber der I./KG 26 unter Werner Klümper und die III./KG 26 unter Klaus Nocken flogen knapp über den Wellen und wurden erst kurz vor dem Überschreiten der Sichtgrenze zum Geleit vom Radar erfasst. Sie vereinten ihre Gruppen kurz vor dem Geleit und griffen, nun unbehelligt vom Jagdschutz, von Steuerbord in einer einzigen geschlossenen Formation an.
So schrieb Kommodore Boddam-Whetham in seinen Aufzeichnungen über die Formation der Torpedoflugzeuge:

“[…] The latter really did give me cold feet I must say and I thought we´d lose far more. They looked to me like a huge flight of nightmare locusts coming over the horizon.”

„[…] Ich muss zugeben, dass ich beim letzteren tatsächlich kalte Füße bekam und ich dachte, wir würden weitaus mehr verlieren. Sie sahen für mich aus wie ein riesiger Schwarm alptraumhafter Heuschrecken, der sich über den Horizont schiebt.“

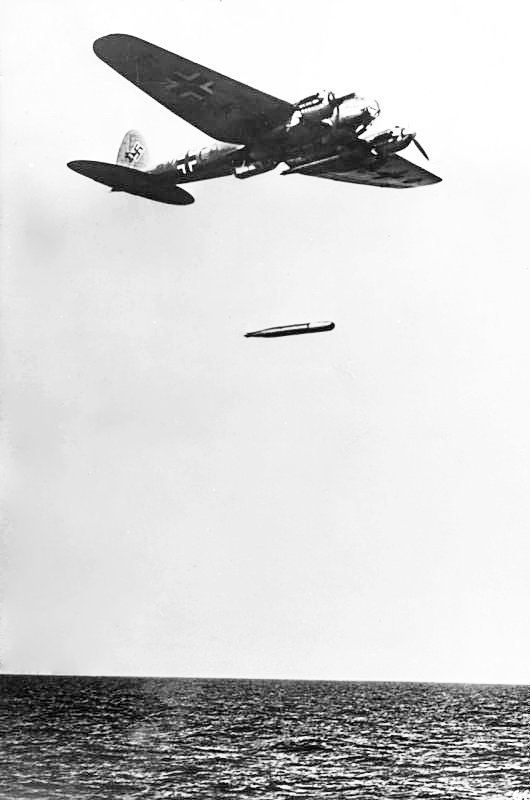
Eine He 111 H6 wirft einen von zwei Lufttorpedos ab; der zweite Torpedo ist unter der linken Tragfläche des Flugzeugs erkennbar.

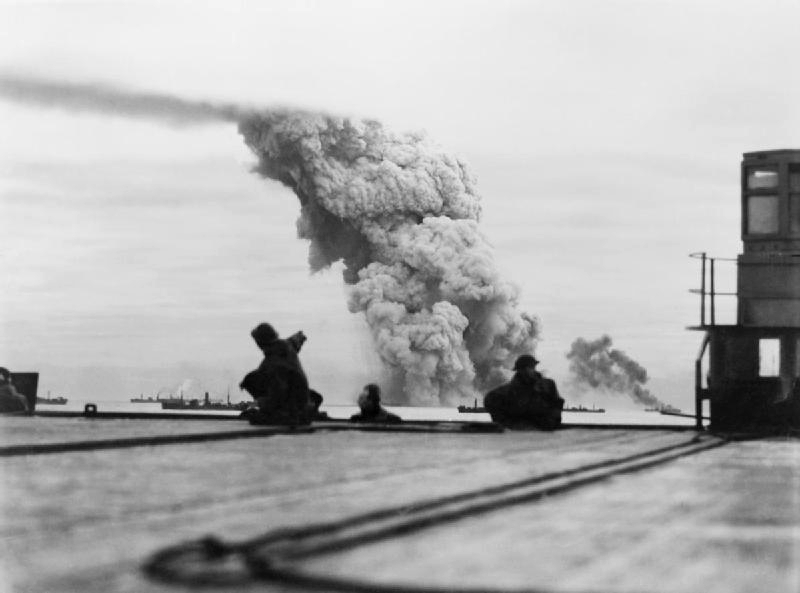
Seeleute beobachten am 14. September 1942 vom Deck des Trägers Avenger die Sprengwolke, die die Position markiert, an der kurz zuvor die Mary Luckenbach explodiert ist.

Sie warfen ihre Torpedos gleichzeitig rund 1000 Meter vor dem Geleitzug ab, überflogen das Geleit in geringer Höhe und zogen sich zurück. Der Torpedoangriff wurde mit geringen Verlusten der Angreifer von vier abgeschossenen He 111 der I./KG 26 und einer Ju 88 der III./KG 26 beendet.
Ein vorher vereinbartes Signal des Flaggschiffs, das den Schiffen eine Kursänderung befahl, um den anlaufenden Torpedos auszuweichen, wurde nicht von den Besatzungen aller Handelsschiffe befolgt, so dass die Frachter Empire Stevenson, Empire Beaumont, Wacosta, Oregonian, Africander, Sukahona, Macbeth und John Penn getroffen wurden und verlorengingen. Damit war die gesamte äußere Steuerbordkolonne des Verbandes versenkt und der überwiegende Teil der zweiten Kolonne ebenso. Lediglich die Empire Stevenson explodierte und sank schnell, während der Rest der getroffenen Schiffe langsam unterging oder gar von Sicherungsschiffen versenkt werden musste. Die Wacosta wurde nach Berichten von einem zu spät ausgelösten Torpedo getroffen, der von oben ins Schiff einschlug und im Frachtraum explodierte.
Die Überlebenden wurden von den kleineren Sicherungsschiffen aufgenommen und auf das Rettungsschiff Copeland überführt.
Ein weiterer Angriff am 13. wurde von einer kleinen Gruppe der langsamen He-115-Torpedobomber durchgeführt. Sie wurden durch starkes Abwehrfeuer gezwungen, ihre Waffen zu früh auszuklinken und erzielten keine Treffer. Als die Maschinen sich zurückzogen, wurden sie von Hurricanes der Avenger verfolgt, von denen die Torpedobomber eine abschossen. Ihr Pilot wurde getötet.
Um 3 Uhr am Morgen des 14. durchbrachen U 457 und U 408 den Sicherungsring der Eskorten und eines der Boote traf das größte Schiff im Geleit, den Tanker Atheltemplar, mit einem Torpedo. Da der Maschinenraum vollgelaufen war, musste das Schiff aufgegeben werden. Drei Seeleute erlagen ihren Verletzungen noch auf See. Der Zerstörer HMS Onslow versenkte am gleichen Tag in Zusammenarbeit mit einem Swordfish-Flugzeug der HMS Avenger die deutsche U 589. 44 Seeleute starben.
Inzwischen hatten britische Aufklärungsflugzeuge festgestellt, dass sich das deutsche Schlachtschiff Tirpitz nicht mehr in Narvik befand. Sie hatte nur zu einem Test ihrer frisch überholten Stromversorgung eine kurze Erprobungsfahrt unternommen, aber da die Briten davon nichts wussten, wurden die Reste der Hampden-Torpedobomber-Staffeln entsandt, um sie aufzuspüren.
Gegen 14 Uhr erfolgte ein weiterer Luftangriff der I./KG 26 mit den noch einsatzbereiten 22 Flugzeugen der Gruppe, der eigentlich die HMS Avenger zum Hauptziel hatte. Die Torpedobomberformation wurde noch in der Vorbereitung zum Angriff von Hurricane-Jagdflugzeugen attackiert und ein koordinierter Angriff war nicht mehr möglich,
Um dennoch ihren Befehl auszuführen, mussten die He-111-Bomber im Flugabwehrfeuer des Geleits nach dem Träger suchen, was zu zahlreichen Ausfällen führte. Nur der Gruppenführer und sein Flügelmann warfen schließlich ihre vier Torpedos in Richtung der Avenger ab, ohne jedoch zu treffen.
Eine andere He 111 der Gruppe traf jedoch den mit 1000 Tonnen TNT beladenen Hog-Islander-Frachter Mary Luckenbach. Das Schiff explodierte und 64 Besatzungsmitglieder wurden getötet. Ein Mann wurde über Bord geschleudert und überlebte. Der benachbarte Frachter Nathanael Greene wurde von zahlreichen Trümmern der Explosion getroffen und ein Matrose ging über Bord. Vier Flugzeuge wurden abgeschossen, ein weiteres musste notlanden.
Am 16. September stellte der Zerstörer Impulsive das Boot U 457 und versenkte es. Von der 45 Mann starken Besatzung überlebte niemand den Untergang des Bootes.
Ab dem 17. unterstützten vier sowjetische Zerstörer die Geleitschiffe und begleiteten das Geleit bis nach Archangelsk.
Als letztes Schiff des Geleits ging die Kentucky verloren, als sie am 18. bei einem Luftangriff von einem Torpedo getroffen wurde. Die Besatzung ging nach dem ersten Treffer von Bord, der Minensucher Sharpshooter wurde abgestellt, um das offenbar nur leicht beschädigte Schiff, auf dem nur einige Brände zu schwelen schienen, auf eine mögliche Bergung zu untersuchen. Es wurden Schlepper zur Bergung angefordert, jedoch explodierte der Frachter, bevor sie eintrafen. Dieser letzte Angriff wurde zwar von zahlreichen deutschen Flugzeugen durchgeführt, jedoch traf die Masse der Torpedos nicht oder ihre Zündung versagte beim Aufschlag.

## Ankunft
Der Geleitzug erreichte am 21. September 1942 Archangelsk, das Entladen zog sich bis zum 20. Oktober 1942 hin.
Geliefert wurden 150.000 Tonnen Ladung, neben medizinischen Gütern und Sprengstoffen über 270 Flugzeuge und 320 Panzer.

## Verluste und Bewertung

### Alliierte Verluste
13 Handelsschiffe waren versenkt worden. Neben Rohstoffen, Nahrungsmitteln, Sprengstoffen und Munition gingen mit diesen Schiffen 38 Flugzeuge, 126 Panzer und 85 LKW unter.
Von den unterstützenden Einheiten geriet das sowjetische U-Boot K-2 am 9. September 1942 vor dem Tanafjord vermutlich in eine deutsche Minensperre und ging verloren. Die gesamte Besatzung von 68 Mann ging dabei mit dem Boot unter.
Von den eingesetzten Flugzeugen gingen vier Hurricane-Jagdflugzeuge im Einsatz verloren und eines wurde über Bord gespült. Ein Pilot starb. Von neun verlorenen Hampden-Bombern gingen drei über sowjetischem Gebiet verloren, wobei ein Besatzungsmitglied starb. Die übrigen sechs gingen über Norwegen oder Schweden nieder. Insgesamt starben 14 RAAF- und RCAF-Besatzungsmitglieder der neun Flugzeuge, mindestens vier wurden gefangen genommen und zwei vorübergehend im neutralen Schweden interniert.

### Deutsche Verluste
Auf deutscher Seite gingen drei U-Boote mit insgesamt 135 Seeleuten verloren.
Die Kampfgeschwader 26 (Gruppen I und III) und 30 der Luftwaffe erlitten schwere Verluste, wobei die Bestimmung der exakten Verluste von der Zählweise abhängt. Die Briten beanspruchten die Zerstörung von 41 Flugzeugen. Die Zahl der abgeschossenen Flugzeuge ist jedoch deutlich kleiner, weitere Maschinen wurden jedoch durch Bruchlandungen oder Unfälle zerstört.
Insgesamt werden für die deutsche Luftwaffe zwischen dem 2. und 21. November für die gesamten Flugbasen im skandinavischen Raum 86 Flugzeugverluste verschiedener Art gemeldet. Ein wesentlicher Teil entfällt dabei auf Kampfhandlungen mit sowjetischen Luft- und Bodeneinheiten im Raum Murmansk und über Finnland sowie auf Flugunfälle. Beschränkt man die Zählung auf die erfassten Ausfälle der Flugzeugtypen, deren Werknummern bekannt sind und deren Verbände die gegen PQ 18 eingesetzt waren sowie auf Aufklärungs und Rettungsflugzeuge, verbleiben:
| 13. September:              | 14. September:                  | 18. September:               | 20. September:           |
| --------------------------- | ------------------------------- | ---------------------------- | ------------------------ |
| 2 × Ju 88 A-4* (III./KG 26) | 4 × Ju 88 A-4* (III./ KG 26)    | 2 × Ju 88 A-4* (III./ KG 26) | 2 × Ju 88 A-4 (I./KG 30) |
| 4 × He 111 H6 (I./KG 26)    | 2 × Ju 88 A-4 (III./ KG 30)     | 1 × Ju 88 A-4 (5./ KG 30)    |                          |
| 1 × He 115 B (1./906)       | 9 × He 111 H6 (I./ KG 26)       | 1 × He 111 H6 (I./ KG 26)    |                          |
|                             | 4 × He 115 B (1./406 und 1/906) |                              |                          |
|                             | 1 × He 115 C (1./906)           |                              |                          |

Somit gingen 33 Maschinen verloren, davon 23 Torpedobomber der Typen He 111 H6, Ju 88 A-4 *(mod. „A-17“ der III./KG 26) und He 115 C. Vom 2. bis zum 11. September verlor das Kampfgeschwader 40 aus Trondheim vier seiner FW-200-Langstreckenseeaufklärer. Rechnet man sie ein, wurden 37 Maschinen zerstört und 90 Besatzungsmitglieder starben oder galten als vermisst.

### Bewertung
Auf alliierter Seite wurde PQ 18 als Erfolg betrachtet. Zum einen hatte man 27 voll beladene Schiffe in den Zielhafen gebracht, die mehr Ladung anlandeten als alle Geleitzüge des Jahres 1941 zusammengenommen geliefert hatten, und zum anderen dem Gegner nach eigener Einschätzung schwere Verluste an Flugzeugen und U-Booten zugefügt. PQ 18 sollte für längere Zeit (bis Ende Dezember 1942) der letzte Geleitzug auf der Nordmeerroute bleiben, da die geplante Operation Torch die Zahl der zur Verfügung stehenden Geleitschiffe limitierte.
Die Verluste der Luftwaffe werden weitgehend Hermann Göring und Generaloberst Hans-Jürgen Stumpff zugerechnet, wobei Stumpffs Berichte die irrtümliche Einschätzung festigten, der vorangegangene Geleitzug PQ 17 sei durch Luftangriffe zur Auflösung gezwungen worden, was nicht der Fall war. So forderte Göring, als er Kenntnis von PQ 18 mit dem prestigeträchtigen Ziel HMS Avenger erhalten hatte, massivste Luftangriffe, um den Erfolg zu wiederholen, wobei die Möglichkeiten der Torpedobomber grob überschätzt wurden. Es war der letzte große Einsatz der Luftwaffe gegen ein Nordmeergeleit. Das KG 26 wurde im Folgemonat zur Bekämpfung der Operation Torch aus Norwegen abgezogen.

## Bemerkungen
1. ↑  Blair zählt 22 Boote in Hitler’s U-Boat War: The Hunted 1942–45, da die gegen QP 14 angesetzten Boote mitgerechnet wurden.
2. ↑  Blair schreibt in Hitler’s U-Boat War: The Hunted 1942–45 der Faulknor die Versenkung von U 589 zu und die von U 88 der Onslow, während die übrigen Belege es umgekehrt berichten.
3. ↑  Die Schiffe wurden nach Mark Llewellyn Evans: Great World War II Battles in the Arctic. S. 87, beladen mit 4.400 Fahrzeugen, 835 Panzern, 566 Flugzeugen, 11.000 Tonnen verschiedener Sprengstoffe und 157.000 Tonnen sonstiger Güter – insbesondere die Zahlen an Panzern und Flugzeugen lassen sich aber in keiner Weise mit den deutlich niedrigeren Zahlen der anderen Belege in Einklang bringen.